# Slāvu tilts
Le Pont Slave (en letton : Slāvu tilts) est un pont qui enjambe des voies ferroviaires à Riga en Lettonie.

## Présentation
Le pont Slāvu est un passage supérieur de circulation au-dessus de la ligne de Riga à Krustpils (lv), près du pont du Sud,.
Le pont commence à l'intersection des rues Dārzciema iela, Lubānas iela et la rue Slāvu iela. 
Le pont a été inauguré le 4 décembre 1970. 
Le pont slave sur la ligne ferroviaire de Riga à Krustpils relie la rue Dārzciema iela à la rue Maskavas iela. Initialement, ce pont avait 2 voies dans chaque sens, mais lors de la construction du Pont du Sud en 2008, le pont Slāvu a été rénové et agrandi, en doublant le nombre de voies dans chaque sens. 
En juillet 2011, le pont Slave a été rouvert à la circulation routière.

## Galerie

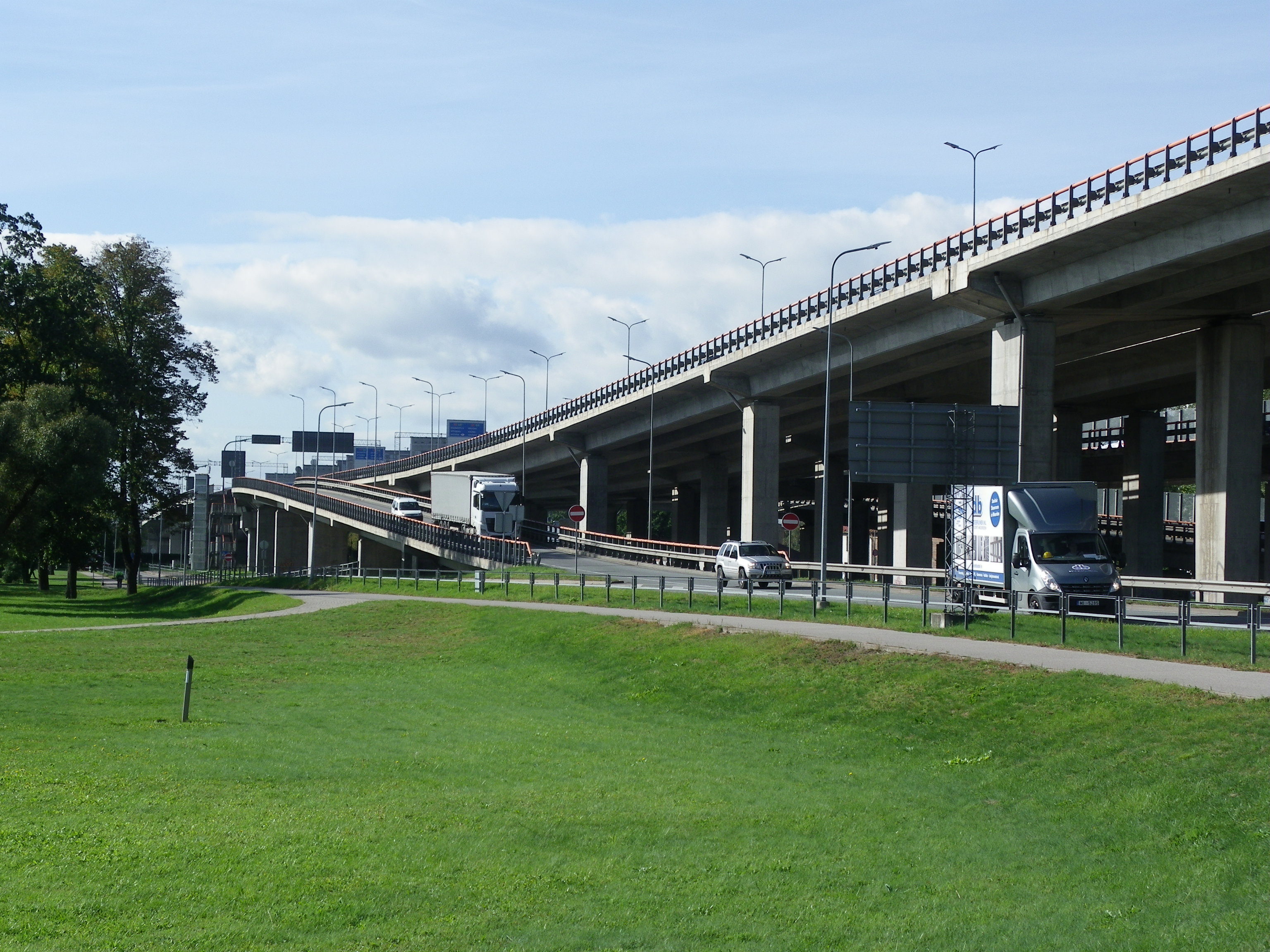
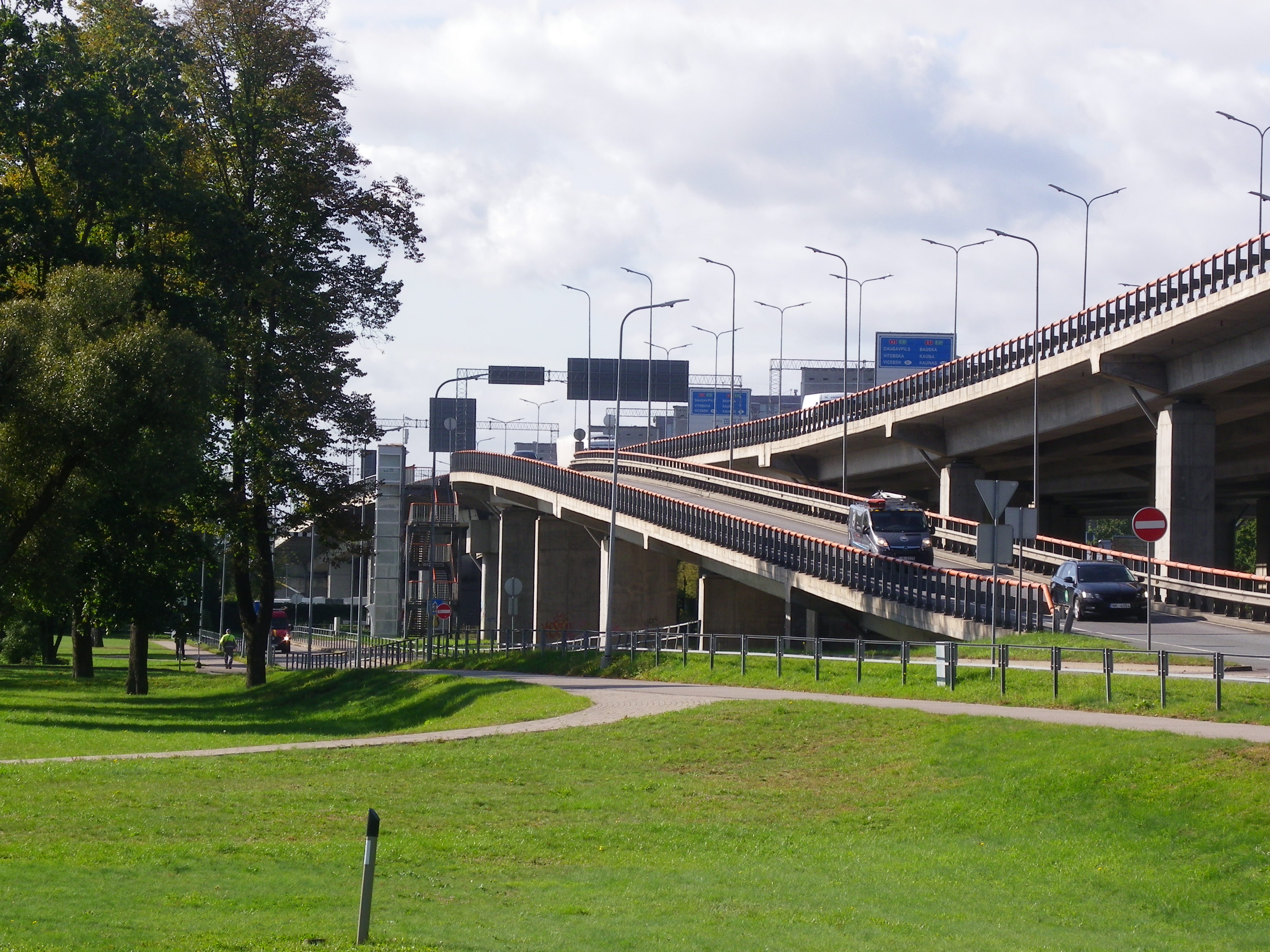
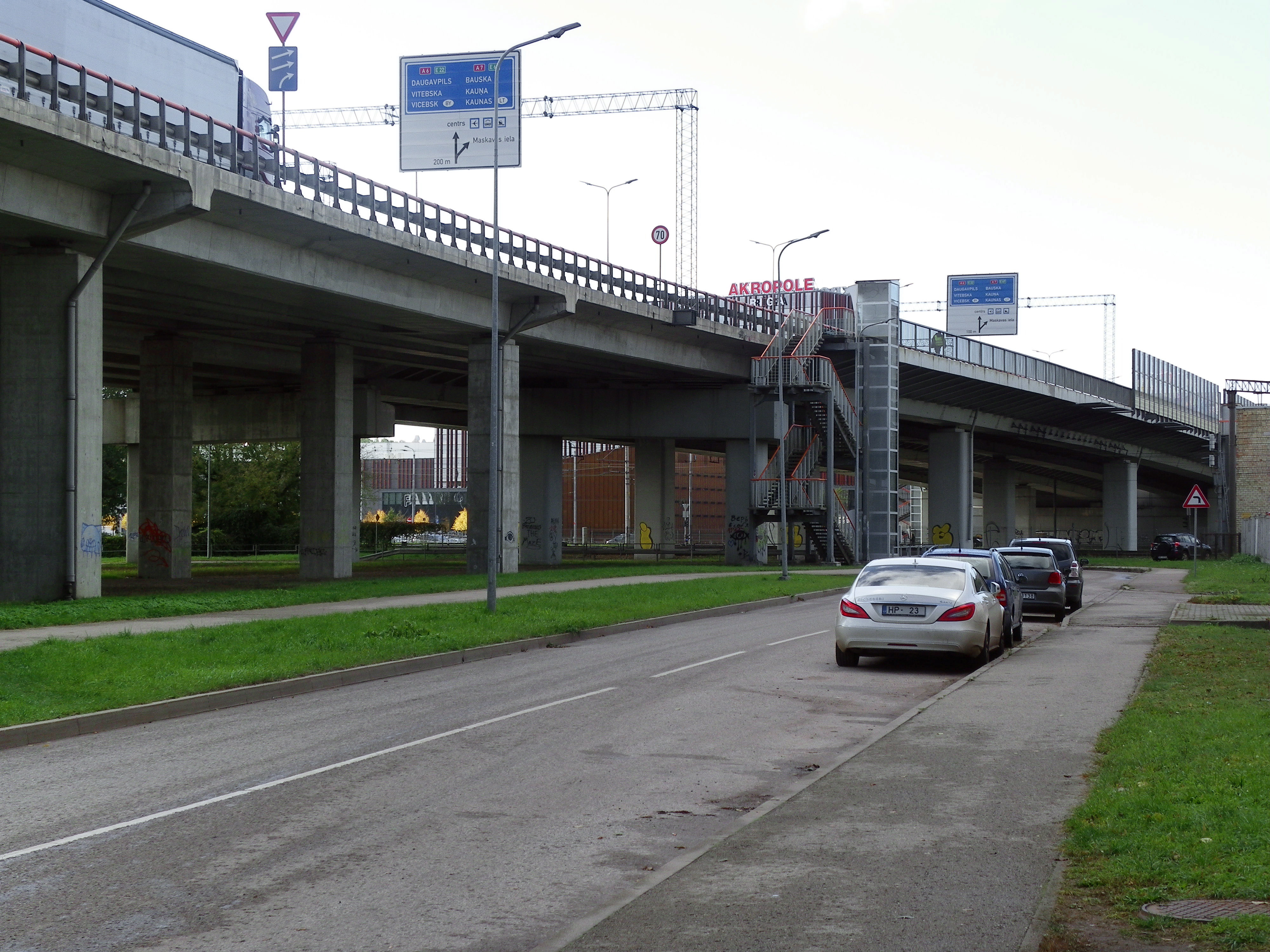
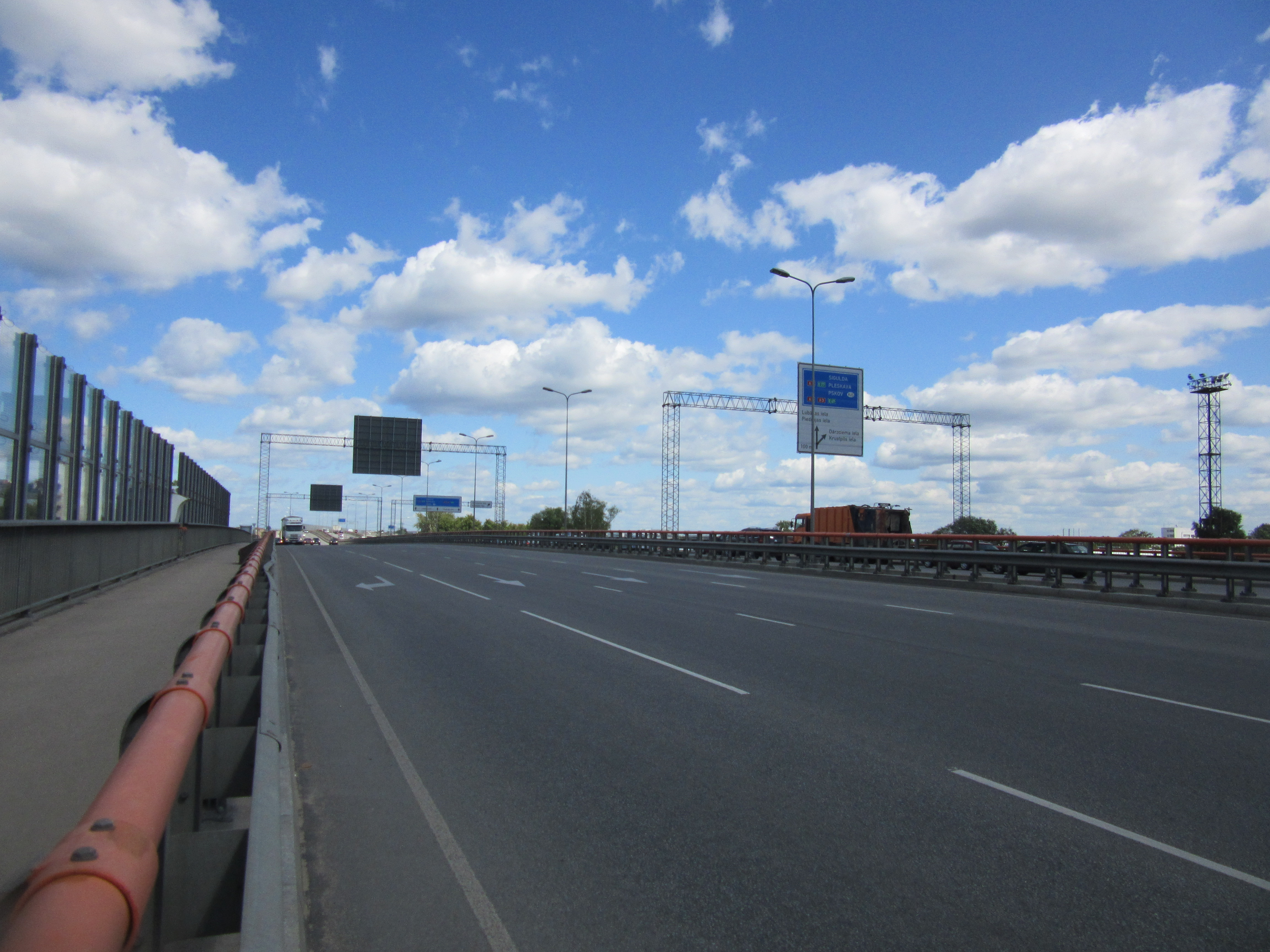